# Benjamín Noval (1979)
Benjamín Noval Gonzalez (Mieres, 23 januari 1979) is een Spaans voormalig wielrenner.

## Carrière
Noval werd beroepswielrenner in 2001 bij het kleine Spaanse Relax. Hij reed drie jaar voor dit team en behaalde een aantal opvallende ereplaatsen: zo werd hij zesde en negende in de Ronde van Catalonië, twaalfde in de Ronde van het Baskenland, derde bij het Spaans kampioenschap op de weg en vierde en vijfde bij datzelfde kampioenschap tijdrijden. Het leverde Noval een contract op bij US Postal, wat later Discovery Channel werd, waar hij knecht werd van Lance Armstrong en voor zijn kopman al vele kilometers kopwerk heeft gedaan. Sinds 2008 komt hij uit voor Astana. Vanaf 2011 zal hij rijden voor het Deense Saxo Bank-SunGard, waar ook zijn landgenoot Alberto Contador heen zal gaan.
Zijn zoon Benjamín is eveneens wielrenner.

## Resultaten in voornaamste wedstrijden
| Jaar | Ronde van Italië | Ronde van Frankrijk | Ronde van Spanje |
| ---- | ---------------- | ------------------- | ---------------- |
| 2002 |                  |                     | opgave           |
| 2003 |                  |                     | 45e              |
| 2004 |                  | 66e                 |                  |
| 2005 |                  | 107e                | 57e              |
| 2006 |                  | opgave              |                  |
| 2007 |                  | 115e                |                  |
| 2008 |                  |                     | 62e              |
| 2010 |                  | 104e                |                  |
| 2011 |                  | 116e                | 108e             |
| 2013 |                  | opgave              |                  |

| Jaar | Milaan-San Remo | Amstel Gold Race | Luik-Bast.‑Luik |  | Wereldranglijsten |
| ---- | --------------- | ---------------- | --------------- |  | ----------------- |
| 2002 |                 |                  |                 |  |                   |
| 2003 |                 |                  |                 |  |                   |
| 2004 | 41e             |                  | 101e            |  |                   |
| 2005 |                 | 66e              |                 |  |                   |
| 2006 |                 |                  |                 |  |                   |
| 2007 |                 |                  |                 |  | 146e (UPT)        |
| 2008 |                 |                  |                 |  |                   |
| 2010 |                 |                  |                 |  |                   |
| 2011 |                 |                  |                 |  |                   |